# Spenceria ramalana
Spenceria ramalana là loài thực vật có hoa trong họ Hoa hồng. Loài này được Trimen miêu tả khoa học đầu tiên năm 1879.